# Corona di Giorgio, principe di Galles

La corona di Giorgio, principe del Galles

La corona di Giorgio, principe del Galles, è una corona realizzata nel 1901-1902 per l'allora principe del Galles Giorgio, il futuro re Giorgio V del Regno Unito, da indossare per l'incoronazione di suo padre, Edoardo VII, nel 1902. 
All'incoronazione regale di Giorgio V, nel 1911, la corona è stata indossata da suo figlio, Edoardo. Quando Edoardo VIII abdicò, nel 1936, si portò la corona in esilio in Francia, dove rimase fino alla sua morte nel 1972, e così si rese necessaria la fabbricazione di una nuova corona per il nuovo principe del Galles Carlo, nel 1969. Dopo la morte di Edoardo la corona è stata restituita al Regno Unito ed è ora esposta alla Torre di Londra.